# Justin Timberlake
Justin Randall Timberlake (Memphis, Tennessee, 31 gener de 1981) és un cantant, compositor, actor, productor discogràfic, ballarí i empresari estatunidenc que va adquirir fama durant la seva infantesa en participar en el programa de televisió The Mickey Mouse Club i després, en ser el vocalista principal de la banda 'N Sync. L'any 2002, Timberlake va llançar el seu primer àlbum com a solista, Justified, del qual es van vendre set milions de còpies al voltant del món. El seu segon àlbum d'estudi, FutureSex / LoveSounds, va ser llançat al setembre del 2006 i va arribar a vendre més de nou milions de còpies en el món, posicionant tres senzills en el primer lloc de les llistes de popularitat dels Estats Units: «SexyBack», «My love» i «What goes around ... / ... comes around». El març de 2013 va llançar el seu tercer àlbum d'estudi, The 20/20 Experience, el qual va debutar en
el primer lloc dels Estats Units i el Regne Unit. L'equip de RCA Records li ha fet entrega d'una placa especial en què apareixien 6 discos de platinum en reconeixement pel bon rendiment del seu últim treball. L'acte no es va fer de forma oficial, però es va aprofitar el backstage del seu concert a la sala Hammerstein Ballroom, de Nova York, per fer els honors. Gràcies al seu treball en la música i en la televisió, Timberlake ha guanyat, entre altres premis, nou Grammy i quatre Emmy. També ha participat com a actor de cinema, sent The social network (2010) una de les seves pel·lícules més reeixides en termes de crítica i taquilla.
En l'àmbit empresarial, és president del seu propi segell discogràfic, Tennman Records, copropietari del restaurant Southern Hospitality, cofundador de la marca de tequila 901, propietari del camp de golf Mirimichi, 15 copropietari de la marca de roba William Rast, copropietari de la xarxa social Myspace i dissenyador de la línia de decoració HomeMint.

## Biografia
1981-1995: Primers anys i inicis artístics.
Justin Timberlake va néixer el 31 de gener de 1981 a Memphis, Tennessee, Estats Units, fill de Randall Timberlake i Lynn Bomar. Timberlake té ascendència anglesa i distantment, alemanya i nativa americana. El 1984, els seus pares es van divorciar i van refer les seves vides amb noves parelles. La seva mare es va casar amb el banquer Paul Harless quan Justin tenia 5 anys, mentre que el seu pare, un director de cor d'una església baptista, va tenir dos fills amb la seva segona esposa, Lisa Perry.
Timberlake va créixer en Millington, un petit poble al nord de Memphis. La seva primera experiència musical va ser als onze anys interpretant cançons country en el programa de televisió Star Search, amb el nom de Justin Randall.
El 1993 va obtenir veritable fama en unir-se al grup de nens que participaven en el
programa de televisió The Mickey Mouse Club. Allà va conèixer a la seva futura parella sentimental, Britney Spears, la seva companya de gires, Christina Aguilera, al seu futur company de banda, JC Chasez i al futur actor de cinema, Ryan Gosling. Quan el programa va acabar el 1995, Timberlake i Chasez van ser reclutats per participar a 'N Sync, el nou grup musical que el productor Lou Pearlman estava planificant al costat de Chris Kirkpatrick.
1995-2002: 'N Sync
Una figureta Bobblehead de Timberlake comercialitzada per
Best Buy l'any 2001, quan formava part del grup 'N Sync.
El grup
'N Sync es va formar el 1995 i va començar la seva carrera l'any
1996 a Alemanya. Timberlake i Chasez van ser els seus dos
vocalistes principals. Dos anys més tard, el grup va aconseguir
l'èxit als Estats Units amb el llançament del seu àlbum debut *
NSYNC. El 2000 van llançar l'àlbum més ràpidament venut de tots
els temps en EUA, No strings attached, del qual es van vendre 2,4
milions de còpies durant la primera setmana. El tercer àlbum de 'N
Sync, Celebrity (2001) també va ser un èxit comercial.
El 2002,
després de concloure la gira Pop Odyssey Tour, la banda va decidir
fer una pausa. En aquest moment, Timberlake va començar a treballar
en el seu propi àlbum. Passat el temps, Justin va declarar a la
revista Rolling Stone que estava preocupat pel maneig que el mànager
Lou Pearlman estava donant-li a la banda i que estava sent estafat
econòmicament.
2002-2004: Justified

A l'agost del
2002, després de passar mesos gravant el seu àlbum debut com a
solista, Justified, Timberlake va actuar en la cerimònia dels premis
MTV Video Music Awards, on va presentar el primer senzill de l'àlbum,
«Like i love you», amb un xou inspirat en Michael Jackson. La cançó
va aconseguir el lloc número 11 de la llista de popularitat
Billboard Hot 100.
El 5 de novembre de 2002, Justified va ser
llançat i va debutar en el lloc número dos del Billboard 200,
venent 439.000 còpies en la seva primera setmana. En xifres
generals, es van vendre més de 3 milions de còpies als Estats Units i
més de 7 milions a tot el món, rebent crítiques considerablement
positives.
Timberlake en un dels concerts de la gira
Justified World Tour que va oferir al Earls Court Exhibition Centre
de Londres, Anglaterra.
De l'àlbum es van desprendre quatre
senzills, incloent-hi «Cry me a river» i «Rock Your Body", els quals
van arribar als llocs 3:5 respectivament en la llista Billboard
Hot 100.
Timberlake va promocionar l'àlbum anant de gira al
costat de Christina Aguilera l'any 2003 amb el tour Justified and
Stripped, i posteriorment en solitari amb la gira Justified and Lovin
'It Live. El grup The Black Eyed Peas va estar a càrrec de
l'obertura en diversos dels concerts del tour. Per la seva banda,
Timberlake va participar en el seu reeixit senzill «Where is the
love?» sense aparèixer en els crèdits ni en el vídeo musical de
la cançó.
A finals d'aquest any, Justin va gravar la cançó «I'ma
lovin 'it», que es va utilitzar per a la campanya publicitària de
la cadena de menjar ràpid McDonald' s. Aquest contracte li va
atorgar a Timberlake una suma d'USD $ 6 milions (gairebé 4 milions
d'euros).
2004-2006:
Col·laboracions i actuació.
Timberlake va deixar la seva carrera
musical en repòs per començar a mostrar una altra faceta:
l'actuació. El primer paper que va exercir en aquest període va ser
el d'un periodista en la pel·lícula Edison force, que va ser
filmada l'any 2004 i va ser llançada directament en vídeo el 18 de
juliol del 2006. També va actuar en els films Alpha dog, Black snake
Moan i va prestar la seva veu per al personatge de l'«Artie» en la
pel·lícula animada Shrek III, estrenada el 18 de maig del 2007. A
més, va encarnar a un jove Elton John al vídeo musical del mateix
Elton, «This train do not stop there anymore ».
Justin va
continuar gravant al costat d'altres artistes. Després de «Where is
the love?» va col·laborar novament amb The Black Eyed Peas en la
cançó «My style» de l'àlbum Monkey business (2005). També va
participar en el tema «Work it», que va ser inclòs en el disc
Nellyville, del raper Nelly, el 2003.
Mentre gravava la cançó
«Signs» al costat de Snoop Dog, Justin va descobrir que tenia
problemes en la seva gola. El 5 de maig del 2005, es va sotmetre a una
cirurgia per remoure uns nòduls. Se li va aconsellar no cantar, ni
parlar en veu alta almenys durant uns mesos. També el 2005, Justin
va instal·lar el seu propi segell discogràfic, JayTee Records.
2006-2007:
FutureSex / LoveSounds 
Justin Timberlake en un concert
de la gira FutureSex / LoveShow a Minnesota.
Timberlake va
realitzar un cameo en el vídeo musical de Nelly Furtado i Timbaland
«Promiscuous» i va llançar el seu segon àlbum com a solista,
FutureSex / LoveSounds, el 12 de setembre del 2006, venent 684.000
còpies en la seva primera semana. Va arribar a ser l'àlbum amb
majors vendes a la botiga de música digital iTunes, i va trencar el
rècord aconseguit per la banda britànica Coldplay del major nombre
de vendes digitals en una setmana. El disc va ser produït per
Timbaland i Danja, will.i.am, Rick Rubin i el mateix Timberlake.
Inclou col·laboracions de Three 6 Màfia, T.I. i will.i.am.
El
primer senzill de l'àlbum, «SexyBack», va ser interpretat per
Justin en el xou d'obertura dels premis MTV Video Music Awards de
l'any 2006 i va aconseguir el lloc número u de la llista Billboard
Hot 100, on va romandre per set setmanes consecutives. "My
Love", el segon senzill de l'àlbum, també produït per
Timbaland i amb col·laboracions del raper TI, va aconseguir el
número u de la llista Billboard Hot 100, així com el tercer senzill
"What goes around ... / ... Comes around".
A l'octubre del
2006, Timberlake va dir que es concentraria més en la seva carrera
musical que en l'actuació, especificant que abandonar la indústria
de la música seria "alguna cosa ximple a hores d'ara". Va
ser el convidat especial per cantar durant la desfilada de moda de
Victoria's Secret de l'any 2006.
El gener del 2007, Timberlake va
iniciar la gira de concerts FutureSex / LoveShow. El quart senzill de
l'àlbum FutureSex / LoveSounds va ser «Summer love / Let the mood
(interlude)» als Estats Units i «LoveStoned / I think she knows
(interlude)» al Regne Unit.
2013: The
20/20 Experience

 
Timberlake presentant l'àlbum The
20/20 Experience en un esdeveniment previ al Super Bowl 2013 a Nova
Orleans.
Després de més de sis anys des del llançament de
FutureSex / LoveSounds, el 13 de gener del 2013 va filtrar a Internet
el tema "Suit & Tie", que compta amb la col·laboració del
raper nord-americà Jay-Z. El 20 de gener del 2013, «Suit & Tie»
va debutar en el número tres al Regne Unit, després de quedar darrere
de "Scream & Shout" de will.i.am amb Britney Spears i «My
Life» de 50 Cent amb Eminem i Adam Levine de Maroon 5,
respectivament. Posteriorment, va llançar el seu tercer àlbum
d'estudi, The 20/20 Experience, al març del 2013 i va recórrer els
Estats Units i Canadà juntament amb Jay-Z a la gira Legends of the
Summer, que va oferir setze concerts entre juliol i agost del mateix
any .

## Altres treballs
A finals de l'any
2002, Justin va ser la primera celebritat a aparèixer al programa de
televisió Punk'd, un espai dedicat a fer bromes a personatges
famosos, conduït per l'actor Ashton Kutcher. Tres episodis més
tard, Timberlake va ser qui va intervenir en el xou per fer-li una
broma a Kelly Osbourne i després, l'any 2003, Justin va parodiar
Kutcher i el seu programa en un dels episodis de Saturday Night
Live.
L'any 2004, la cadena de televisió ABC va contractar a
Justin perquè escrivís una cançó per a la seva cobertura de la
NBA. L'any 2005 va llançar la línia de vestuari William Rast,
venuda a les botigues Bloomingdale 's, amb el seu amic de la infància
Trace Ayala i a l'octubre d'aquest mateix any, l'Associació Grammy va
premiar a Justin pels seus esforços humanitaris en Tennessee, al
costat de l'escriptor i director Craig Brewer, qui també és natiu
d'aquest lloc.
Un model lluint els dissenys de la marca
William Rast, pertanyent a Timberlake, durant la Setmana de la Moda
de Nova York 2009.
Al setembre del 2006, es va publicar la notícia
que Justin estava treballant en el nou àlbum de la banda Duran
Duran. Al novembre, ell va ser l'encarregat de conduir la cerimònia
de lliurament dels premis MTV Europe Music Awards. El 16 de desembre
d'aquest mateix any, va ser el conductor i l'artista convidat del
programa de TV nord-americà Saturday Night Live. Durant aquesta
aparició, Justin i el comediant Andy Samberg van interpretar la
cançó «Dick in a Box», la qual algunes estacions de ràdio van
emetre com un single no-oficial de Timberlake. El vídeo musical de
la cançó es va convertir en un dels més vistos al lloc
YouTube.
L'any 2007, Justin va col·laborar amb el tercer àlbum
del raper 50 Cent, Curtis. Timberlake i Timbaland apareixen
acreditats en la cançó "Ayo technology", que va ser el
quart senzill del disc. A l'abril d'aquell any, Timberlake va ser
vist a l'entrada d'un estudi de gravació al costat de la cantant
Madonna, 42 amb qui va col·laborar en el senzill «4 Minutes». Dies
més tard, el Museu Madame Tussauds de Londres va presentar l'estàtua
de cera de Timberlake, coincidint amb el terme de la seva gira musical
a Anglaterra.
Al juliol, Justin va inaugurar el restaurant
Southern Hospitality a Nova York. El menú, elogiat per la premsa
especialitzada, es basa en plats típics del lloc de naixement de
Timberlake. Altres restaurants en els quals Timberlake és
co-propietari són Chi (l'especialitat és el menjar xinès i està
ubicat dins del Hyatt Hotel de Hollywood) i Destinació (que ofereix
cuina italiana a Manhattan, Nova York).
El 7 de març del 2008,
Justin va adquirir, a través de la seva productora Reveille
Productions, els drets per realitzar la versió en anglès de la
telenovel·la peruana El meu problema amb les dones, la qual serà
transmesa pel senyal NBC. Quatre dies més tard, Timberlake va
apadrinar a la cantant Madonna en el seu ingrés al Saló de la Fama
del Rock. Justin va acudir a la cerimònia i la va presentar dient:
"El món està ple de dones que volen ser com Madonna. Jo mateix
he tingut cites amb algunes, però només hi ha una Madonna
veritable".
Quan Madonna va llançar el seu àlbum Hard Candy
a finals d'abril del 2008, Timberlake la va acompanyar en el concert
que la cantant va oferir al club Roseland de Nova York. Junts van
interpretar «4 Minutes» davant una audiència de 2.200 persones,
entre els quals hi havia periodistes, convidats VIP i un grup de
persones que havia guanyat un concurs de l'empresa Verizon per
presenciar el xou gratis. Justin també va participar en el vídeo
musical del single, dirigit pel duo Jonas & François, que va ser
filmat entre el 30 de gener i l'1 de febrer de 2008 a Londres.
Al
juny de 2008, Timberlake va llançar la seva pròpia línia de
perfums al costat de la marca Givenchy. Una de les activitats que va
realitzar va ser promocionar a París el nou perfum masculí Play. Al
mes següent, Timberlake va oficiar com a amfitrió de la setzena
entrega dels premis ESPY, atorgats pel canal ESPN als esportistes més
destacats.
El 17 d'octubre de 2008, Timberlake i un grup de
cantants van oferir un concert a benefici dels hospitals Shriners,
els quals atenen nens de baixos recursos. L'esdeveniment es va
realitzar a l'hotel Planet Hollywood de Las Vegas, i va comptar amb
la participació de Rihanna, Jonas Brothers, Boyz II Men i Leona
Lewis, entre d'altres. A la mateixa ciutat, Justin va ser l'amfitrió
del torneig de golf caritatiu Justin Timberlake Shriners Hospitals
for Children, que es va dur a terme entre el 13 i el 18 d'octubre. En
aquesta oportunitat, la companyia especialitzada en articles de golf,
Callaway Golf, va anunciar que s'uniria a Timberlake per
promocionar-lo com golfista.
Timberlake durant l'obert
de golf Justin Timberlake Shriners Hospitals for Children Open
2010.
El 21 d'octubre del 2008, Timberlake i Rihanna filmar el
vídeo musical de la cançó "Rehab", la qual va ser escrita pel
mateix Justin per al tercer àlbum d'estudi d'ella, Good girl gone
bad. El director va ser Anthony Mandler i el rodatge es va efectuar
al parc natural Vasquez Rocks de Los Angeles, Califòrnia.
A
mitjans d'abril del 2008, el cantant etíop Kenna va anunciar que
escalaria la muntanya Kilimanjaro al costat de Timberlake i el raper
Lupe Fiasco per conscienciar el públic sobre l'escassetat d'aigua al
món. El desafiament d'ascendir al cim més alt d'Àfrica, que
durarà una setmana, es realitzarà al gener del 2010 i en ell
participarà també la promesa de Timberlake, l'actriu Jessica
Biel.
Dies més tard, es va anunciar que Timberlake llançaria al
mercat la seva pròpia marca de tequila, anomenada 901. La beguda va
començar a ser comercialitzada al maig del 2009 i el seu nom es deu
al codi d'àrea telefònica de Memphis, el poble natal de Justin.
El
4 de maig del 2009, Timberlake va ser l'amfitrió de la gala
organitzada Vogue al Museu Metropolità de Nova York. És també
l'any 2009 quan va col·laborar amb la cantant Ciara en la cançó
«Love sex magic». El 22 d'abril del mateix any, Timberlake es va
convertir en el productor executiu del xou de telerealitat The phone,
adaptació nord-americana d'un programa alemany i que és conegut a
Amèrica Llatina com La trucada.
El 25 de juliol del 2009, Justin
va inaugurar el seu propi camp de golf, Mirimichi, el qual se situa
en un suburbi de Memphis. El recinte el va adquirir a finals del 2007
i va invertir 16 milions de dòlars amb l'objectiu de redissenyar
perquè fos innocu per al medi ambient.
El 16 de desembre del 2009,
l'empresa automotriu Audi va anunciar que Timberlake seria el seu
ambaixador i que protagonitzaria una campanya a Internet per
promocionar el model A1. La campanya publicités, anomenada «The
next big thing», va consistir en una sèrie de sis curtmetratges que
van ser estrenats cada dia dimarts, des del 4 de maig fins al 8 de
juny del 2010. En ells, Justin va personificar a John Frank en
companyia de l'actriu Dania Ramírez, qui va interpretar el paper de
Toni.
El 30 de juny del 2011, es va anunciar que Timberlake havia
comprat part de la xarxa social MySpace per US $ 35.000.000, quedant
a càrrec de la guia creativa i l'estratègia de la companyia.
Al
febrer del 2013 va ser nomenat director creatiu de la cervesa
nord-americana Bud Light Platinum.

## Discografia principal

### Àlbums d'estudi
- 2002: Justified
- 2006: FutureSex/LoveSounds
- 2013: The 20/20 Experience
- 2013: The 20/20 Experience – 2 of 2
- 2018: Man of the Woods
- 2024: Everything I Thought It Was

### Gires
- 2003: Justified/Stripped Tour
- 2003/2004: Justified and Lovin' It Live
- 2007: FutureSex/LoveShow
- 2013: The 20/20 Experience

## Filmografia
| Any  | Títol                                                    | Personatge                  | Notes                    |
| ---- | -------------------------------------------------------- | --------------------------- | ------------------------ |
| 2000 | Longshot                                                 | Ell mateix                  | Telefilm                 |
| 2000 | Model Behavior                                           | Jason Sharp                 | Telefilm                 |
| 2001 | La noia del metro (On the Line)                          | Perruquer                   | Cameo                    |
| 2005 | Edison: Ciutat sense llei (Edison)                       | Joshua Pollack              |                          |
| 2006 | Alpha Dog                                                | Frankie "Nuts" Ballenbacher |                          |
| 2006 | Southland Tales                                          | Pilot privat Abilene        | També va fer de narrador |
| 2006 | Black Snake Moan                                         | Ronnie Morgan               |                          |
| 2007 | Shrek Tercer (Shrek the Third)                           | Rei Artús                   | Veu                      |
| 2008 | The Love Guru                                            | Jacques "Le Coq" Grandé     |                          |
| 2009 | The Open Road                                            | Carlton Garrett             |                          |
| 2010 | La xarxa social (The Social Network)                     | Sean Parker                 |                          |
| 2010 | Yogi Bear                                                | Boo-Boo                     | Veu                      |
| 2011 | Bad Teacher                                              | Scott Delacorte             |                          |
| 2011 | Amics amb dret a alguna cosa més (Friends With Benefits) | Dylan Harper                |                          |
| 2011 | In Time                                                  | William "Will" Salas        |                          |
| 2012 | Trouble with the Curve                                   | Johnny Flanagan             |                          |
| 2013 | Runner, Runner                                           | Richie Furst                |                          |
| 2013 | Inside Llewyn Davis                                      | Jim Berkey                  |                          |
| 2016 | Popstar: Never Stop Never Stopping                       |                             |                          |
| 2016 | Trolls                                                   | Branch / Ramón              |                          |
| 2017 | Wonder Wheel                                             | Mickey Rubin                |                          |
| 2021 | Palmer                                                   | Eddie Palmer                |                          |
| 2022 | Candy                                                    | Oficial Steve Deffibaugh    | Minisèrie                |